# Шехтер, Яков
Яков Шехтер (род. 1956, Одесса) — русскоязычный израильский писатель, редактор.

## Биография
Жил в Вильнюсе и Сибири. Закончил два высших учебных заведения. В Израиле с 1987 года. Живёт в Холоне.
Главный редактор Тель-Авивского литературного журнала «Артикль», член редколлегии журнала «22».
Совместно с Петром Межурицким и Павлом Лукашем основал в 1997 году Тель-Авивский Клуб Литераторов (ТАКЛ). С основания и до сегодняшнего дня является его председателем.
Член международного ПЕН-клуба.

## Творчество
Опубликованный в 2004 году в Ростове-на-Дону роман первый роман «Вокруг себя был никто» написан от лица религиозного мистика: иудея-каббалиста, причисляющего себя к так называемым «психометристам». Изображён его внутренний конфликт между путём к Богу и служением литературе.  Сергей Костырко охарактеризовал жанр романа, как сочетание «социально-психологического, исторического, авантюрного, фантастического, философского повествования», а Михаил Хейфец назвал его «первым крупным произведением еврейской литературы, исполненным на русском языке», противопоставив его произведениям русской литературы авторов-евреев, посвященным еврейской или израильской теме.
Второй роман автора, «Астроном», вышедший также в Ростове-на-Дону в 2007 году, назвал событием русской и израильской литературы Даниэль Клугер.
С публикацией в 2011 году третьего романа «Второе пришествие кумранского учителя», в котором повествуется о еврейском мальчике, попавшем к ессеям, где он учится творить чудеса, к примеру ходить по воде, автор предположительно связывает обострение антисемитских настроений в отношении себя и получение письма с угрозами, пришедшего на адрес журнала «Артикль». Писатель и критик Михаил Юдсон пишет, что по внешней канве и увлекательности этот роман напоминает «Гарри Поттера», а по внутренней глубине — сравним с «Маятником Фуко» Умберто Эко.

## Стихи
Составитель поэтических сборников «Поэты Большого Тель-Авива», «Левантийская корона».

## Премии и достижения
- Занимал призовые места в интернет-конкурсах «Тенёта», «Сетевой Дюк».
- Лауреат премии им. Ю.Нагибина Союза писателей Израиля за лучшую книгу прозы 2009 года
- Длинный список Русской премии Ельцина 2012